# Ivan Gubijan
Ivan Gubijan (14. června 1923 Bjelovar – 4. ledna 2009 Bělehrad) byl jugoslávský atlet chorvatské národnosti, specialista na hod kladivem.
Začínal s gymnastikou v Sokole, na hod kladivem se zaměřil pod vedením trenéra Petara Goiće. Po druhé světové válce se stal členem Partizanu Bělehrad.
Největšího úspěchu v kariéře dosáhl na Letních olympijských hrách 1948, kde díky výkonu 54,27 m obsadil druhé místo za Maďarem Imre Némethem. Byla to historicky první olympijská medaile pro Jugoslávii v atletice. Startoval také na Letních olympijských hrách 1952, kde skončil devátý. Reprezentoval na třech evropských šampionátech: v roce 1946 obsadil 11. místo, v roce 1950 4. místo a v roce 1954 7. místo. Vyhrál pětkrát mistrovství Jugoslávie (1948, 1949, 1950, 1952 a 1953) a třikrát Balkánské hry (1946, 1953 a 1955). Jeho osobním rekordem bylo 59,69 m.
Po ukončení kariéry působil jako učitel tělocviku a trenér, do vysokého věku se účastnil veteránských závodů.
Jako první používal techniku hodu se čtyřmi otočkami, která se mezi kladiváři ujala natrvalo.